# Presse des colonies françaises
La presse des colonies françaises fait référence à l'ensemble des titres de presse publiés ayant pour thème les colonies françaises, la colonisation, le colonialisme, paru entre de 1830 à 1960 dans les colonies françaises ou en France métropolitaine.

## Histoire

### Débuts (1830-1880)

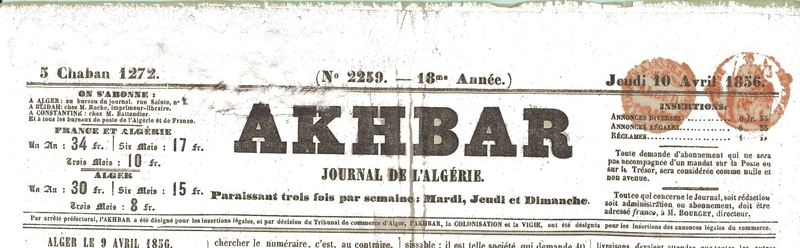
Première de couverture de la revue en langue française Akhbar, 10 avril 1856, no 2259

La presse coloniale débute en 1830 avec la conquête de l'Algérie par la France.
Les revues, du gouvernement comme privés suivent très largement la même structure. Ils sont principalement publié à un rythme hebdomadaires, composé de quatre pages, avec une partie officielle, une partie non officielle et partie pour des publicités.
L'objectif de cette presse est de faire de la publicité pour l'entreprise coloniale, faire connaitre la colonie en France métropolitaine, et même de créer pour la colonie une image d'elle-même, des « Français d’un autre monde ».
L'année 1881 est marqué pour la presse par la loi sur la liberté de la presse de 1881, et par un changement dans la politique coloniale de la IIIe République française.

### «Bulletinistes», la presse du «parti colonial» (1890)
Au sein du parti colonial, un réseau d'information entre le pouvoir parisien et les publicistes se forme, permettant l’émergence d'une presse du « parti colonial ». Ce réseau du lobby colonial produit de l'information pour le pouvoir politique en vue de permettre l'action.
Ce réseau est fortement lié à la personnalité du politique Eugène Etienne, qui donne une place centrale à Auguste Terrier en tant que rédacteur en chef de nombreuses revues.
Les revues liées au « parti colonial » constitue une part importante de la presse coloniale mais sans en constituer l'intégralité.

#### Les comités et les revues du «parti colonial»[2]
| Date | Comité                        | Revue                                                                                     | Personnages clés                  |
| ---- | ----------------------------- | ----------------------------------------------------------------------------------------- | --------------------------------- |
| 1890 | Comité de l'Afrique Française | Bulletin du Comité de l'Afrique française (1891-1939), devenu L'Afrique française en 1909 | Harry Alis, puis Auguste Terrier  |
| 1893 | L'Union Coloniale             | La Quinzaine coloniale (1897-1914)                                                        | Joseph Chailley                   |
| 1893 | Comité de Madagascar          | Bulletin du Comité de Madagascar (1895-1899) ; La Revue de Madagascar (1899-1911)         | Divers                            |
| 1894 | Comité Dupleix                | La France Extérieure (1897)                                                               | Gabriel Bonvalot                  |
| 1895 | Comité de l'Égypte            | Bulletin du Comité de l'Afrique française                                                 | Léon Tharel, puis Auguste Terrier |
| 1897 | Comité de l'Éthiopie          | Questions diplomatiques et coloniales : revue de politique extérieure (1897-1914)         | Henry Pensa                       |
| 1899 | Comité du Dahomey             | Questions diplomatiques et coloniales                                                     | D. Ballot (?)                     |
| 1899 | Comité du Congo français      | Bulletin du Comité de l'Afrique française                                                 | Auguste Terrier                   |
| 1901 | Comité de l'Asie française    | Bulletin du Comité de l'Asie française (1901-1939), devenu L'Asie française en 1909       | Auguste Terrier, Robert de Caix   |
| 1903 | Comité de l'Indochine         | Bulletin mensuel du comité du commerce extérieur                                          | Aucun                             |
| 1904 | Comité du Maroc               | Bulletin du Comité de l'Afrique française                                                 | Auguste Terrier                   |
| 1905 | Comité de l'Océanie           | Le Mois colonial et Maritime                                                              | Aucun                             |
| 1908 | Comité de l'Orient            | Bulletin du Comité de l'Afrique française                                                 | Auguste Terrier                   |
| 1909 | Comité France-Amérique        | L'Amérique                                                                                | Gabriel Hanotaux                  |

### Entre deux-guerres (1914-1939)
Le ministère des Colonies mène une politique coloniale autonome, différente de Eugène Étienne, les presses du « parti colonial » continue à produire des journaux avec la même orientation mais perd de son entrain. Le décret du 4 août 1921 pour l'Afrique-Occidentale française interdit la diffusion de publications par des Africains ou par des Français, remettant en cause le système colonial ou « toute excitation des indigènes à la révolte contre l'autorité française » en plus du fait que « la publication de tout journal ou écrit périodique rédigé en langue indigène ou en langue étrangère ne pourra avoir lieu sans autorisation préalable du gouverneur général. ».
Cependant, au fil des années 1920 et surtout des années 1930, le lobby colonial suit de manière exagérée le chemin tracé par Auguste Terrier, celui de la propagande qui perd progressivement tout contenu informatif pour se concentrer exclusivement sur la création d'un discours politique rassurant. Cette volonté de se donner bonne conscience en matière de propagande se manifeste par le nom des publications mais aussi de la façon dont ces revues, accaparées par la lutte contre le communisme, adoptent un discours presque immobile qui perdurera jusqu'aux indépendances des colonies.

## Thèmes
Les thèmes abordés par les journaux sont très variables selon le territoire, la période, et l'idéologie des titres, mais le sujet du territoire reste central.
Les thèmes sont abordés par un premier axe descriptif, avec le genre de l'exploration ou de la promenade, voir de la poésie.
Le deuxième axe est celui des personnages, les coloniaux et « les autres ».

## Journalistes
Les journalistes ont un profil différent en fonction du territoire concerné. En Algérie ce sont des arabophones, lettrés, historiens. À la Réunion ce sont des poètes. En Nouvelle-Calédonie ce sont des écrivains de passage. Par ailleurs certaines rédacteurs ont été simples lecteurs des mêmes journaux.

## Idéologie
Les journaux servent l'idée de puissance coloniale dans l’intérêt politique de l'empire. Cette presse permet une appropriation linguistique et le développement d'un langage colonial. Elle n'est pas considérée comme étant réellement une presse de propagande.

## Presse coloniale, presse colonialiste, presse des colonies
La « presse des colonies » est à distinguer de la « presse coloniale » publiée en métropole.